# Eulithis ribesiaria
Eulithis ribesiaria är en fjärilsart som beskrevs av Jean Baptiste Boisduval 1840. Eulithis ribesiaria ingår i släktet Eulithis och familjen mätare. Inga underarter finns listade i Catalogue of Life.